# Wordle
Wordle est un jeu de lettres en ligne gratuit développé en 2021 par Josh Wardle. Ce jeu est une adaptation directe du jeu télévisé américain Lingo (Motus en France) qui propose de faire deviner un mot par plusieurs tentatives, en indiquant pour chacune d'entre-elles la position des lettres bien placées et mal placées. Par sa popularité sur Twitter, Wordle rencontre un succès immédiat dans sa version en anglais. Il est rapidement proposé dans d’autres langues et imité dans d'autres versions. L'originalité du jeu tient dans le fait qu'une seule énigme commune à tous les joueurs est proposée chaque journée.
Le 31 janvier 2022, le jeu est racheté par le New York Times pour une somme de plusieurs millions de dollars.

## Description du jeu
Le but du jeu est de deviner un mot spécifique de cinq lettres en un maximum de six tentatives, en tapant des lettres sur un écran de six lignes de cinq cases chacune. La personne qui joue inscrit sur la première ligne un mot de cinq lettres de son choix et entre sa proposition. Après chaque proposition, les lettres apparaissent en couleurs : le fond gris représente les lettres qui ne se trouvent pas dans le mot recherché, le fond jaune représente les lettres qui se trouvent ailleurs dans le mot, et le fond vert représente les lettres qui se trouvent à la bonne place dans le mot à trouver. Un seul mot est proposé par jour. Il est possible de copier dans le presse-papier la grille jouée (positions des lettres bien placées et mal placées) afin de la partager. 

## Implémentation du jeu
Le jeu s'exécute uniquement en JavaScript sur le navigateur web sans participation active du serveur. La triche est donc possible en consultant le code-source qui contient la liste des mots potentiellement utilisables ainsi que la méthode de sélection selon le jour actuel. L'état de la partie est enregistrée par le navigateur avec l'API localStorage ce qui rend possible de rejouer en effaçant les données stockées par le navigateur ou en utilisant le mode de navigation privée.

## Histoire
Josh Wardle est un développeur de logiciel qui a collaboré au développement de deux expériences sociales pour Reddit. En période de confinement dû à la pandémie de Covid-19, il invente le jeu pour sa partenaire, passionnée de jeux d'énigmes. Devant l'enthousiasme de sa partenaire et de sa famille, il décide de mettre son jeu en ligne à la mi-octobre 2021. Il ajoute en décembre 2021 la possibilité de partager ses résultats sur les médias sociaux au moyen d'émojis. Le succès est immédiat : le 1er novembre 2021, 90 personnes y jouent, plus de deux millions quelques semaines plus tard.
Le nom du jeu associe le nom de son développeur (Wardle) et le mot anglais word (en français : mot).

## Succès du jeu
Plusieurs facteurs expliquent la grande popularité du jeu : sa simplicité, sa gratuité, l'absence de publicités, la possibilité de partager ses résultats sur les médias sociaux, le fait qu'il ne soit pas nécessaire de télécharger une application pour y jouer, et qu'il ne soit pas addictif, puisqu'on ne peux y jouer qu'une fois par jour.

## Sources d'inspiration du jeu
Le jeu est une déclinaison directe du jeu télévisé américan Lingo créé en 1987 (et adapté à la télévision française en 1990) qui lui-même est inspiré du jeu de mots Jotto inventé en 1955 par Morton M. Rosenfeld ainsi que du jeu Mastermind créé par Mordecai Meirowitz qui lui se joue avec des couleurs. Avec le jeu Lingo, on indique pour chaque tentative la position des lettres qui sont bien placées et mal placées contrairement au jeu Jotto où l'on spécifie uniquement le nombre de lettres trouvées (qu'elles soient en bonne ou mauvaise position). Pour le Mastermind, une combinaison de couleurs doit être trouvée : on indique à chaque tentative le nombre de couleurs bien placées et mal placées (sans spécifier leur position ce qui rend le jeu plus ardu).

## Clones et versions
Alors que Josh Wardle n'a pas l'intention de commercialiser son jeu, d'autres s'en sont rapidement inspirés pour créer des applications payantes imitant le jeu et offrant la possibilité d'y jouer plusieurs fois par jour. Face aux protestations des adeptes du jeu gratuit, les applications sont retirées.
1. ↑  (en-US) Alexis Benveniste, « The Sudden Rise of Wordle », The New York Times,‎ 31 janvier 2022 (ISSN 0362-4331, lire en ligne, consulté le 1er février 2022).
2. ↑  « Le « New York Times » s’offre « Wordle », un jeu de lettres en ligne », Le Monde.fr,‎ 1er février 2022 (lire en ligne, consulté le 1er février 2022)
3. 1 2  (en) Daniel Victor, « Wordle Is a Love Story », sur nytimes.com, 3 janvier 2022 (consulté le 15 janvier 2022).
4. 1 2  (en) Patrick Lum, « What is Wordle? The new viral word game delighting the internet », sur theguardian.com, 23 décembre 2021 (consulté le 15 janvier 2022).
5. 1 2  (en) Ingrid Lunden et Amanda Silberling, « Wordle founder Josh Wardle on going viral and what comes next », sur techcrunch.com, 12 janvier 2022 (consulté le 15 janvier 2022).
6. ↑  (en) James Doubek, « Here's what's behind the Wordle c-r-a-z-e », sur npr.org, 12 janvier 2022 (consulté le 17 janvier 2022).
7. ↑  (en) Pete Evans, « Angry, upset, irate, duped — Wordle knock-offs leave fans of free game fuming », sur cbc.ca, 13 janvier 2022 (consulté le 17 janvier 2022).

À la suite de la popularité de Wordle, de nombreuses variantes ont été créées de par le monde dans de nombreuses langues.
D'autres sites proposent le jeu en français, en espagnol, allemand, en italien ou encore en espéranto. 
Enfin, de nombreuses variantes permettant de deviner un mot à partir d'une base donnée plus restreinte que celle du dictionnaire ont également fait surface. On retrouve ainsi des versions centrées sur l'univers d'Harry Potter, la nourriture ou encore le boys band coréen BTS.